# Групенфюрер
Групенфюрер (на немски: Gruppenführer, в буквален превод: лидер на група) е ранно паравоенно звание, използвано от Националсоциалистическата германска работническа партия. Въведено е за пръв път като част от ранговата система на СА.

## СА звание
В СА офицер със звание групенфюрер командва големи формирования, известни като щандарти (Standarten), по-късно реформирани в СА-групен (SA-Gruppen). При създаването си званието е еквивалентно на генерал.

## СС звание
През 1930 г. званието е въведено в СС като част от ранговата система на организацията. Присъждано е на офицери командващи СС-групен (SS-Gruppen) и офицери от командния щаб на СС. През 1932 г. при преструктурирането на организацията СС групите са реформирани в СС-абшнит (SS-Abschnitt), а на командващите ги е присъждано звание групенфюрер.
В началото званието е считано за еквивалент на генерал, но през 1934 г. след промени в ранговата система става еквивалентно на генерал-лейтенант. По време на Втората световна война званието е използвано от Вафен-СС, а към офицерите са се обръщали със „СС-Групенфюрер и генерал-лейтенант от Вафен-СС“ (SS-Gruppenführer und Generalleutnant der Waffen-SS).
Отличителният знак на званието се състои от три дъбови листа, разположени централно на яката на униформата. От 1930 до 1942 г. отличителният знак на званието в СС и СА е един и същ, но след това при въвеждането на оберстгрупенфюрер Шуцщафел го променят леко като добавят ромбовиден сегмент. Във Вафен-СС освен яката, като част от униформата, са използвани и пагоните на генерал-лейтенант от Вермахта.

## Други
Групенфюрер е широко използвано, за да описва дейността на командир на отделение (Gruppe) в германската армия, Вафен-СС и въздушно-полевите формации на Луфтвафе. През 1944 г. званието групенфюрер е въведен във Фолксщурм, като подофицерско звание отговорно за командването на отделение.
В германските противопожарни служби званието групенфюрер се присъжда на командир на група от осем пожарникари.